# Michael B. Tretow
Michael B. Tretow   (Norrköpings Östra Eneby, 20 d'agost de 1944 - Stockholms Gustav Vasa, 20 de maig de 2025) va ser un productor discogràfic i enginyer d'àudio, músic i compositor suec, principalment conegut pel seu treball amb el grup pop suec ABBA (1970–1982) i pel musical Chess. Tretow va experimentar amb diferents tècniques d'enregistrament i va tenir un paper essencial en la creació del "so ABBA". També ha compost diversos temes i jingles per a la ràdio i televisió nacional sueca.

## Discografia

### Com a artista
- Mikael & Michael (1966, with Mikael Ramel)
- Let's boogie (1976)
- Caramba (1981, amb Ted Gärdestad)
- Michael B. Tretow (1982)
- Tomteland (1985)
- Den makalösa manicken (1986, sota el pseudònim Professorn)
- Hystereo Hi-lites (1989)
- Trafik-Trolle (principis de la dècada del 1990)
- Greatest Hits (1999)

### Com a productor
- Lena Andersson: Det Bästa Som Finns (1977)
- ABBA: Gracias Por La Música (1980)
- ABBA: ABBA Live (1986)
- Big Money: Lost in Hollywood (1992)
- Big Money: Moonraker (1994)

### Com a enginyer
- Björn Ulvaeus & Benny Andersson: Lycka (1970)
- Lena Andersson: Lena 15 (1971)
- Lena Andersson: Lena (1971)
- Ted Gärdestad: Undringar (1972)
- Lena Andersson: 12 Nya Visor (1972)
- Björn & Benny, Agnetha & Frida (ABBA): Ring Ring (1972–1973)[3]
- Ted Gärdestad: Ted (1973)
- Svenne &amp; Lotta: Oldies But Goodies (1973)
- ABBA (Björn & Benny, Agnetha & Frida): Waterloo (1974)[3]
- Ted Gärdestad: Upptåg (1974)
- Svenne & Lotta: 2/Bang-A-Boomerang (1975, enginyer i coproductor)
- ABBA: ABBA (1975)[3]
- ABBA: Greatest Hits (1975–1976)
- Anni-Frid Lyngstad: Frida ensam (1975)
- ABBA: Arrival (1976)
- Ted Gärdestad: Franska Kort (1976, enginyer i coproductor)
- Svenne & Lotta: Letters (1976, enginyer i coproductor)
- ABBA: The Album (1977)
- ABBA: Voulez-Vous (1979)[3]
- ABBA: Greatest Hits Vol. 2 (1979)
- ABBA: Super Trouper (1980)[3]
- Ted Gärdestad: I'd Rather Write a Symphony (1980, enginyer i coproductor)
- Agnetha & Linda: Nu Tändas Tusen Juleljus (1980/1981, enginyer i coproductor)
- ABBA: The Visitors (1981)[3]
- Ted Gärdestad: Stormvarning (1981, enginyer i coproductor)
- ABBA: The Singles: The First Ten Years (1982)
- Agnetha Fältskog: Wrap Your Arms Around Me (1983)[3]
- Various Artists: Original Cast Recording, Musical Chess (1984)[3]
- Agnetha Fältskog: Eyes of a Woman (1985)
- Gemini: Gemini (1985)
- Agnetha & Christian: Kom följ med i vår karusell (1987, enginyer i coproductor)
- Gemini: Geminism (1987)
- ABBA: ABBA Gold: Greatest Hits (1992)
- ABBA: More ABBA Gold: More ABBA Hits (1993)
- ABBA: Thank You For The Music (1994)